# Remisión espontánea
Se denomina curación espontánea, regresión espontánea o remisión espontánea a la mejora o cura inesperada de una enfermedad que normalmente sigue otro curso clínico. El término remisión espontánea se usa frecuentemente en casos de enfermedades crónicas o graves, como el cáncer que mejoran sin causa conocida. En ocasiones estas sanaciones extraordinarias se les considera milagrosos.

## Definición
Se denomina remisión espontánea a la mejora en los síntomas o la curación total o parcial de una enfermedad o dolencia por causas que no son evidentes, frecuentemente sin que el paciente haya seguido un tratamiento capaz de conseguir dicha mejora.

## Frecuencia
Aunque la frecuencia de las curaciones espontáneas es altamente dependiente de la enfermedad considerada, su frecuencia, por definición es muy baja, ya que de otro modo sería considerada parte de la evolución clínica normal de la patología. En el caso del cáncer, por ejemplo, aunque cada tipo de tumor tiene un comportamiento diferente, se estima que alrededor de 1 de cada 100 000 casos cura de forma espontánea. Estas estadísticas, sin embargo deben manejarse con cuidado, ya que no todos los casos de remisión espontánea son reportados, bien porque el caso no está bien documentado, porque los médicos que trataron al paciente no publicaron el caso o simplemente porque el paciente estaba siguiendo un tratamiento al que se atribuyó la mejora.

## Causas
Las posibles explicaciones de los casos de curación espontánea son variadas y no siempre es posible atribuir de forma segura una causa a la remisión. Una de las causas más frecuentemente estudiadas es el efecto placebo, en el que un tratamiento inerte provoca la curación o mejora de los síntomas debido a la sugestión del paciente. También puede ocurrir que haya ocurrido un error de diagnóstico y que el paciente realmente nunca hubiera padecido la dolencia diagnosticada. Finalmente, la remisión también puede deberse a la acción de los mecanismos naturales de regeneración y defensa del cuerpo humano. Aunque el cuerpo no sea normalmente capaz de enfrentarse a una patología determinada, como el cáncer o algunas enfermedades infecciosas, en algunos casos se puede producir una respuesta más fuerte de lo habitual o el agente causante puede estar debilitado, lo que haría posible la curación espontánea.